# Storsandrevet
Storsandrevet  is een Zweedse zandbank en rif behorend tot de Lule-archipel. De zandbank / rif ligt voor de zuidkust van Storbrändön plaatselijk Storsanden (grootzand = strand) geheten. Het heeft geen oeververbinding en is onbebouwd.